# NGC 2450
NGC 2450 este o radiogalaxie situată în constelația Gemenii. A fost descoperită în 26 februarie 1878 de către Édouard Stephan⁠(d).